# Alberto Nisman
Alberto Nisman (ur. 5 grudnia 1963, zm. 18 stycznia 2015 w Buenos Aires) – argentyński prokurator federalny, prowadził między innymi śledztwo ws. zamachu bombowego na ośrodek kulturalny AMIA (Stowarzyszenie Argentyńsko-Izraelskie) w Buenos Aires z 18 lipca 1994 roku. 
Sławę przyniosło mu prowadzone przez niego od 2004 roku śledztwo w sprawie zamachu na ośrodek kulturalny AMIA, będący najbardziej krwawym zamachem terrorystycznym w Argentynie, a zarazem największym zamachem na żydowską instytucję poza granicami Izraela od momentu powstania państwa żydowskiego (stan na 2014). W 2013 roku Nisman oskarżył, a w 2014 wezwał do przesłuchania prezydent Argentyny Cristiny Fernandez de Kirchner oraz szefa argentyńskiego MSZ Héctora Timermana oskarżając ich o próbę zahamowania śledztwa ws. udziału Iranczyków w zamachu na ośrodek AMIA, kosztem realizacji polityki zbliżenia gospodarczego między Argentyną a Iranem. 
Alberto Nisman został znaleziony martwy 19 stycznia 2015 roku w swoim mieszkaniu w Buenos Aires. Obok ciała prokuratora znaleziono broń palną i łuskę. Tego samego dnia Alberto Nisman miał wystąpić w parlamencie w celu wyjaśnienia swoich oskarżeń pod adresem prezydent Cristiny Fernandez de Kirchner.